# ガッケンター
ガッケンター は、映画に関する情報を提供するウェブサイト、及びフリーペーパー。例外的に個人名としても扱われている。

## 概要
応援したい映画を選んで掲載しているというスタンスだが、映画のラインナップを見ると配給会社ファントム・フィルム、ギャガ、東映、アートポートとの連携が強い。ミニシアター系映画をとりあげる傾向が強く、サイト上やツイッター上で配給会社及びスタッフとの連携 も見られる。一部、ブランド商品とのコラボレーション企画 も行っている。 
- 2012年春より執筆[3] に関わることが多い様子で、サイトにはinfoseekや楽天WOMANへの記事リンクが増えている。執筆の際はガッケンターを個人名として扱っている。
- 2012年12月、楽天がリリースしたアプリ「マンガニュース」に特撮記事の掲載[4] が開始されている。
- 2014年2月、映画情報を扱うフリーペーパー「ガッケンターニュース」の創刊が発表され、新宿TSUTAYAやヴィレッジヴァンガード本店、浜松のギャラリーなどに設置されている写真がSNSにてアップされる。
- 2016年2月、「ゆうばり国際ファンタスティック映画祭2016」上映作品、映画「ブルーハーツが聴こえる」（ショートフィルムの「少年の詩」）[5][6] の脚本に本名で参加している。